# Championnats du monde de lutte 2014
Navigation
Édition précédente Édition suivante
Les championnats du monde de lutte 2014 se sont déroulés du 8 au 14 septembre 2014 à Tachkent, en Ouzbékistan.

## Résultats

### Lutte libre hommes
| Épreuves | Or                   | Argent                   | Bronze                       |
| -------- | -------------------- | ------------------------ | ---------------------------- |
| 57 kg    | Yang Kyong-il        | Vladimer Khinchegashvili | Hassan Rahimi                |
| 57 kg    | Yang Kyong-il        | Vladimer Khinchegashvili | Uladzislau Andreyeu          |
| 61 kg    | Hacı Əliyev          | Masoud Esmaeilpour       | Enkhsaikhany Nyam-Ochir      |
| 61 kg    | Hacı Əliyev          | Masoud Esmaeilpour       | Yowlys Bonne                 |
| 65 kg    | Soslan Ramonov       | Ahmad Mohammadi          | Ganzorigiin Mandakhnaran     |
| 65 kg    | Soslan Ramonov       | Ahmad Mohammadi          | Mihai Sava                   |
| 70 kg    | Khetag Tsabolov      | Yakup Gör                | Bekzod Abdurakhmonov         |
| 70 kg    | Khetag Tsabolov      | Yakup Gör                | Ali Shabanau                 |
| 74 kg    | Denis Tsargush       | Sōsuke Takatani          | Jordan Burroughs             |
| 74 kg    | Denis Tsargush       | Sōsuke Takatani          | Liván López                  |
| 86 kg    | Abdulrashid Sadulaev | Reineris Salas           | Selim Yaşar                  |
| 86 kg    | Abdulrashid Sadulaev | Reineris Salas           | Mohammad Hossein Mohammadian |
| 97 kg    | Abdusalam Gadisov    | Xetaq Qazyumov           | Şamil Erdoğan                |
| 97 kg    | Abdusalam Gadisov    | Xetaq Qazyumov           | Valeriy Andriytsev           |
| 125 kg   | Taha Akgül           | Komeil Ghasemi           | Khadzhimurat Gatsalov        |
| 125 kg   | Taha Akgül           | Komeil Ghasemi           | Tervel Dlagnev               |

### Lutte gréco-romaine hommes
| Épreuves | Or                | Argent           | Bronze             |
| -------- | ----------------- | ---------------- | ------------------ |
| 59 kg    | Hamid Sourian     | Mingiyan Semenov | Stig André Berge   |
| 59 kg    | Hamid Sourian     | Mingiyan Semenov | Elmurat Tasmuradov |
| 66 kg    | Davor Štefanek    | Omid Norouzi     | Tamás Lőrincz      |
| 66 kg    | Davor Štefanek    | Omid Norouzi     | Edgaras Venckaitis |
| 71 kg    | Chingiz Labazanov | Yunus Özel       | Afshin Biabangard  |
| 71 kg    | Chingiz Labazanov | Yunus Özel       | Rasul Chunayev     |
| 75 kg    | Arsen Julfalakyan | Neven Žugaj      | Andy Bisek         |
| 75 kg    | Arsen Julfalakyan | Neven Žugaj      | Elvin Mursaliyev   |
| 80 kg    | Péter Bácsi       | Evgeny Saleev    | Selçuk Çebi        |
| 80 kg    | Péter Bácsi       | Evgeny Saleev    | Jim Pettersson     |
| 85 kg    | Mélonin Noumonvi  | Saman Tahmasebi  | Zhan Beleniuk      |
| 85 kg    | Mélonin Noumonvi  | Saman Tahmasebi  | Viktor Lőrincz     |
| 98 kg    | Artur Aleksanyan  | Oliver Hassler   | Ghasem Rezaei      |
| 98 kg    | Artur Aleksanyan  | Oliver Hassler   | Cenk İldem         |
| 130 kg   | Mijaín López      | Rıza Kayaalp     | Heiki Nabi         |
| 130 kg   | Mijaín López      | Rıza Kayaalp     | Bilyal Makhov      |

### Lutte libre femmes
| Épreuves | Or                      | Argent           | Bronze                |
| -------- | ----------------------- | ---------------- | --------------------- |
| 48 kg    | Eri Tōsaka              | Iwona Matkowska  | Mariya Stadnik        |
| 48 kg    | Eri Tōsaka              | Iwona Matkowska  | Kim Hyon-gyong        |
| 53 kg    | Saori Yoshida           | Sofia Mattsson   | Jong Myong-suk        |
| 53 kg    | Saori Yoshida           | Sofia Mattsson   | Jillian Gallays       |
| 55 kg    | Chiho Hamada            | Irina Ologonova  | Helen Maroulis        |
| 55 kg    | Chiho Hamada            | Irina Ologonova  | Iryna Khariv          |
| 58 kg    | Kaori Ichō              | Valeria Koblova  | Elif Jale Yeşilırmak  |
| 58 kg    | Kaori Ichō              | Valeria Koblova  | Anastasiya Huchok     |
| 60 kg    | Sükheegiin Tserenchimed | Yuliya Ratkeviç  | Natalia Golts         |
| 60 kg    | Sükheegiin Tserenchimed | Yuliya Ratkeviç  | Taybe Yusein          |
| 63 kg    | Yuliya Tkach            | Elena Pirozhkova | Valeriia Lazinskaya   |
| 63 kg    | Yuliya Tkach            | Elena Pirozhkova | Anastasija Grigorjeva |
| 69 kg    | Aline Focken            | Sara Doshō       | Laura Skujiņa         |
| 69 kg    | Aline Focken            | Sara Doshō       | Natalia Vorobieva     |
| 75 kg    | Adeline Gray            | Aline Ferreira   | Zhou Qian             |
| 75 kg    | Adeline Gray            | Aline Ferreira   | Ochirbatyn Burmaa     |

## Tableau des médailles
| Rang  | Nation        | Or | Argent | Bronze | Total |
| ----- | ------------- | -- | ------ | ------ | ----- |
| 1     | Russie        | 6  | 4      | 5      | 15    |
| 2     | Japon         | 4  | 2      | 0      | 6     |
| 3     | Arménie       | 2  | 0      | 0      | 2     |
| 4     | Iran          | 1  | 4      | 4      | 9     |
| 5     | Turquie       | 1  | 3      | 5      | 9     |
| 6     | Azerbaïdjan   | 1  | 3      | 3      | 7     |
| 7     | États-Unis    | 1  | 1      | 4      | 6     |
| 8     | Cuba          | 1  | 1      | 2      | 4     |
| 9     | Allemagne     | 1  | 1      | 0      | 2     |
| 10    | Mongolie      | 1  | 0      | 3      | 4     |
| 10    | Ukraine       | 1  | 0      | 3      | 4     |
| 12    | Hongrie       | 1  | 0      | 2      | 3     |
| 12    | Corée du Nord | 1  | 0      | 2      | 3     |
| 14    | France        | 1  | 0      | 0      | 1     |
| 14    | Serbie        | 1  | 0      | 0      | 1     |
| 16    | Suède         | 0  | 1      | 1      | 2     |
| 17    | Brésil        | 0  | 1      | 0      | 1     |
| 17    | Croatie       | 0  | 1      | 0      | 1     |
| 17    | Géorgie       | 0  | 1      | 0      | 1     |
| 17    | Pologne       | 0  | 1      | 0      | 1     |
| 21    | Biélorussie   | 0  | 0      | 3      | 3     |
| 22    | Lettonie      | 0  | 0      | 2      | 2     |
| 22    | Ouzbékistan   | 0  | 0      | 2      | 2     |
| 24    | Bulgarie      | 0  | 0      | 1      | 1     |
| 24    | Canada        | 0  | 0      | 1      | 1     |
| 24    | Chine         | 0  | 0      | 1      | 1     |
| 24    | Estonie       | 0  | 0      | 1      | 1     |
| 24    | Lituanie      | 0  | 0      | 1      | 1     |
| 24    | Moldavie      | 0  | 0      | 1      | 1     |
| 24    | Norvège       | 0  | 0      | 1      | 1     |
| Total | Total         | 24 | 24     | 48     | 96    |